# RubberDucks d'Akron
Les RubberDucks d'Akron (en anglais : Akron RubberDucks) sont une équipe de ligue mineure de baseball basée à Akron (Ohio). Affiliés à la formation de MLB des Indians de Cleveland, les Bisons jouent au niveau AA en Eastern League. Fondée en 1980 à Lynn (Massachusetts) sous le nom de Lynn Sailors, l'équipe évolue depuis 1989 à Akron (Ohio). Elle est appelée Akron Aeros de 1998 à 2013.

## Histoire

### Lynn Sailors (1980-1982)
Fondée à Lynn (Massachusetts) sous le nom de Lynn Sailors, la franchise affiliée aux Mariners de Seattle dispute sa première finale pour le titre de l'Eastern League en 1982. West Haven s'impose 3-0.

### Lynn Pirates (1983)
Sous le nom des Pirates, rapprochement avec les Pirates de Pittsburgh oblige, Lynn dispute une nouvelle finale en 1983. Face à New Britain, les Pirates s'inclinent 3-1.

### Vermont Reds (1984-1987)
La franchise déménage dans le Vermont à Burlington et adopte le nom de Reds à la suite d'une affiliation aux Reds de Cincinnati. Sous ce nom, la franchise survole la compétition remportant trois titres consécutifs de 1984 à 1986 avant de s'incliner en finale en 1987.

### Vermont Mariners (1988)
Nouveau nom à la suite d'une nouvelle affiliation éphémère avec les Seattle Mariners et nouvelle finale perdue en 1988. Contre Albany-Colonie, les Mariners s'inclinent 3-1.

### Canton-Akron Indians (1989-1997)
La franchise s'installe à Canton-Akron à partir de 1989 sous l'affiliation des Indians de Cleveland. Ils jouent au Thurman Munson Memorial Stadium situé à Canton (Ohio) durant cette période marquée par deux finales perdues en 1992 et 1993.

### Aeros d'Akron (1998-2013)

Logo des Aeros d'Akron.

Déménagement au stade Canal Park, situé à Akron en 1997 accompagné d'un changement de nom pour la franchise malgré le maintien de l'affiliation aux Indians de Cleveland. Quatre titres (2003, 2005, 2009 et 2012) et deux finales perdues (2006 et 2007) marquent cette période.

### RubberDucks d'Akron
L'équipe change son nom pour les RubberDucks à partir de la saison 2014.

## Palmarès
- Champion de l'Eastern League : 1984, 1985, 1986, 2003, 2005, 2009, 2012
- Vice-champion de l'Eastern League : 1982, 1983, 1987, 1988, 1992, 1993, 2006, 2007, 2008